# (191485) 2003 TO2
(191485) 2003 TO2 — астероїд головного поясу, відкритий 7 жовтня 2003 року.
Тіссеранів параметр щодо Юпітера — 3,232.